# أكرانيا الشرقية الروسية
أكرانيا الشرقية (بالروسية: Российская Восточная Окраина)‏ كانت حكومة محلية موجودة في الجزء الشرقي من روسيا خلال الحرب الأهلية الروسية.
في عام 1919 هُزمت قوات البيض في غرب سيبيريا من قبل الحمر. وفي 4 يناير 1920، أصدر حاكم روسيا الأعلى ألكسندر كولتشاك أمرًا بنقل «القوة المدنية والعسكرية بأكملها على أراضي الضواحي الشرقية لروسيا» إلى أتامان غريغوري سيميونوف.
بناءً على هذا الأمر، أعلن غريغوري سيميونوف في 16 يناير 1920 في تشيتا إنشاء «الضواحي الشرقية لحكومة روسيا»، برئاسة سيرجي تاسكين. تم دعم تصرفات سيميونوف من قبل قادة القوات اليابانية في سيبيريا.
في 6 أبريل 1920، اجتمعت الجمعية التأسيسية التي عقدت على عجل في فيرخنادينسك وأعلنت إنشاء جمهورية الشرق الأقصى. وفي 14 مايو، وافق القادة اليابانيون على محادثات مع جمهورية الشرق الأقصى، وفي 24 مايو بدأت المفاوضات في محطة سكة حديد غونغوتا. أصر اليابانيون على أن حكومة الضواحي الشرقية لروسيا يجب أن تكون طرفًا مساويًا خلال المفاوضات الخاصة بتشكيل حكومة الشرق الأقصى المتحدة، لكن جمهورية الشرق الأقصى لم توافق، وتم إيقاف المفاوضات.
في 3 يوليو، أصدرت اليابان إعلانًا حول إجلاء القوات اليابانية من سيبيريا. فهم سيميونوف أنه لا يستطيع الوقوف دون الدعم الياباني. وطلب من الحكومة اليابانية تأخير الإخلاء لمدة أربعة أشهر وحاول التحدث مع حكومة زيمستفو بالإقليم البحري حول الاندماج ولكن دون جدوى.
في 17 يوليو، وقَّع المسؤولون العسكريون اليابانيون في سيبيريا اتفاقية غونغوتا لعام 1920 مع ممثلي جمهورية الشرق الأقصى. أدرك البيض أنهم لا يستطيعون إيقاف الحمر دون الدعم الياباني حيث بدأوا في التراجع إلى الجنوب الشرقي، واستعدوا للانتقال إلى أراضي الصين. فقط القوات العسكرية الصغيرة لا تزال تسيطر على تشيتا، وتمنع سكة الحديد عبر سيبيريا.
في شهر سبتمبر تم تنظيم جمعية شرق ترانسبايكال مؤقتة حيث نقل سيميونوف إليها القوى المدنية. في الوقت نفسه، بدأت القوات العسكرية لجمهورية الشرق الأقصى، المقنعة كمجموعات مستقلة من الثوار، في الانتقال إلى تشيتا؛ وفي 15 سبتمبر، أعلن مجلس عمال منطقة شرق ترانسبايكال في نيرتشينسك عن إنشاء لجنة الثورة الإقليمية. في 15 أكتوبر، غادرت القوات اليابانية تشيتا وطالب الحمر باستسلام حامية البيض. رفض البيض وبدأ الحمر في التقدم على تشيتا في 19 أكتوبر حيث استولوا عليها في 22 أكتوبر. وفي 25 أكتوبر، انتقلت حكومة جمهورية الشرق الأقصى إلى تشيتا. في نهاية شهر أكتوبر أعلنت الجمعية الشرقية لشرق ترانسبايكال المؤقتة أثناء الجلسة المشتركة مع لجنة ثورة نيرتشينسك الإقليمية حلها وانضمت ثلاث حكومات من الشرق الأقصى الموالي للاتحاد السوفيتي إلى جمهورية الشرق الأقصى الموحدة.